# باشگاه فوتبال بیکاپ بورو
باشگاه فوتبال بیکاپ بورو (به انگلیسی: Bacup Borough Football Club) یک باشگاه فوتبال در شهر بیکاپ، کشور انگلستان است که در سال ۱۸۷۵ میلادی تأسیس شده‌است.